# Catch a Car
Die Catch a Car AG war der erste Anbieter von stationsungebundenem Carsharing in der Schweiz. Das Angebot ermöglichte die organisierte gemeinschaftliche Nutzung der Catch-Cars ohne festen Standort/Parkplatz. 2019 wurde Catch a Car in das Mobility-System integriert. Die Marke wurde nicht mehr weitergeführt.

## Funktionsweise
Die Fahrzeuge können ohne Voranmeldung über die Smartphone-Applikation oder vor Ort via QR-Code, Checkpoint auf der Windschutzscheibe, gebucht werden. Ist die Reservation an das Fahrzeug anschliessend übermittelt, kann das Fahrzeug mit der Member-Karte oder dem Swisspass geöffnet und genutzt werden. Nach der Fahrt kann das Auto auf einem berechtigten Parkplatz parkiert werden. Nach Zahlung einer einmaligen Anmeldegebühr werden Fahrten individuell abgerechnet. Das System unterscheidet zwischen Park- und Fahrzeiten und rechnet minutenweise ab.

## Geschichte
Carsharing wird in der Schweiz seit 1948 angeboten. 2014 wurde Catch a Car als eine Tochtergesellschaft der Carsharing-Anbieterin Mobility Genossenschaft in Basel mit 100 Fahrzeugen vom Typ VW up! lanciert. Catch a Car war das erste Schweizer Carsharing-Angebot ohne feste Stationen. Als weitere Investoren sind die Allianz und AMAG beteiligt. Zu den strategischen Partnern gehören die SBB und EnergieSchweiz. Die Anzahl der in Basel stationierten 100 Fahrzeuge wurde 2015 auf 120 erhöht. Die zweijährige Pilotphase, welche anfangs 2016 zu Ende ging, wurde von der ETH Zürich wissenschaftlich begleitet. Die ETH Zürich analysierte die Auswirkungen des Angebots auf das Mobilitätsverhalten des einzelnen Members. 2018 wurde der Fuhrpark in Basel um 30 auf 150 Fahrzeuge aufgestockt, darunter erstmals auch Elektroautos.
Seit November 2016 war Catch a Car auch in Genf mit 100 Fahrzeugen – angetrieben von CO2-neutralem Erdgas – stationiert.  Stationsungebundenes Carsharing könnte dieser Knappheit entgegenwirken, da die vorhandenen Fahrzeuge effizienter genutzt werden.
Anfang 2019 kündigte Mobility an, die Aktien der Catch a Car AG zu 100 % zu übernehmen und den Dienst in Mobility zu integrieren. Seit Juli 2019 wird das Angebot unter dem Titel «Mobility Go» angeboten und in der Mobility-App angeboten. Die Marke Catch a Car wurde nicht weitergeführt.
Im März 2019 kündigte Mobility an, die teure Elektroauto-Flotte von 30 auf 10 Fahrzeuge zu reduzieren.